# (9777) Enterprise
(9777) Enterprise es un asteroide perteneciente al cinturón de asteroides, región del sistema solar que se encuentra entre las órbitas de Marte y Júpiter, descubierto el 31 de julio de 1994 por Yoshisada Shimizu y el también astrónomo Takeshi Urata desde el Observatorio de Nachikatsuura, Wakayama, Japón.

## Designación y nombre
Designado provisionalmente como 1994 OB. Fue nombrado por la USS Enterprise que fue la nave espacial que apareció (originalmente en 1966) en la popular serie de televisión y cine de ciencia ficción Star Trek. También fue el nombre del primer transbordador espacial orbital.

## Características orbitales
Enterprise está situado a una distancia media del Sol de 2,398 ua, pudiendo alejarse hasta 2,953 ua y acercarse hasta 1,843 ua. Su excentricidad es 0,231 y la inclinación orbital 3,271 grados. Emplea 1356,10 días en completar una órbita alrededor del Sol.

## Características físicas
La magnitud absoluta de Enterprise es 14,49.